# Rigobert Song
Pour les articles homonymes, voir Song (homonymie).
Rigobert Song Bahanag est un footballeur international camerounais, né le 1er juillet 1976 à Nkenglikok. Il jouait au poste d'attaquant de pointe il a été meilleur buteur du Cameroun puis de défenseur central et détient le record de sélections avec le Cameroun avec 137 sélections. Il met un terme à sa carrière internationale en août 2010.
En septembre 2010, il devient consultant pour la chaine Orange sport, où il commente principalement certains matchs de qualifications pour la Coupe d'Afrique des Nations 2012 ainsi que quelques matchs de Carling Cup. Il est sélectionneur de l'équipe nationale du Cameroun entre février 2022 et février 2024.

## Biographie

### Enfance, formation et débuts
Rigobert Song est né au Cameroun. Il est originaire du pays Bassa.
Il fait l'école de football des Brasseries du Cameroun. Issu de cette académie, il se retrouve sans domicile à Bafoussam. Son premier club est les Red Stars de Bangou.

### Carrière

#### En club
Arrivé en Europe en 1994 pour le FC Metz, après la coupe du monde 1994. Song y reste quatre saisons, avec des joueurs comme Robert Pirès, Cyrille Pouget, Sylvain Kastendeuch ou son compatriote Jacques Songo'o entraîné par Joël Muller, il écrira les plus belles pages de l'histoire des grenats : Demi-finale de Coupe de France et 8e en 1994-1995 puis 4e en 1995-1996 avec un succès en Coupe de la Ligue, 5e en 1996-1997 et enfin 2e en 1997-1998, saison qui reste dans toutes les mémoires.
En 1998, il quitte Metz et la France pour Salerne en Italie pendant une saison, puis change de championnat en partant en Angleterre, à Liverpool entraîné par le français Gérard Houllier puis fera plusieurs passages infructueux à West Ham et à Cologne.
En 2002, il revient dans le championnat de France, et plus précisément au RC Lens, où il retrouve Joël Muller, avec un contrat portant sur quatre saisons. Il dispute la Ligue des champions aux côtés de Daniel Moreira, Antoine Sibierski et de nombreux africains Papa Bouba Diop, Ferdinand Coly, Seydou Keita, Adama Coulibaly, John Utaka ou Dagui Bakari. Dans cette équipe, il devient le leader de l'équipe et même le capitaine après les départs de Guillaume Warmuz et Jocelyn Blanchard, et se dévoile enfin au monde du football.
En 2004, il part pour Galatasaray. Après quelques conflits avec Éric Gerets, il trouve une place de titulaire lors du départ de celui-ci.
Après quatre saisons passées à Istanbul, et deux titres de champion de Turquie glanés, Song part pour Trabzonspor, où il côtoie un ancien partenaire à Lens, Daouda Jabi.
En 2022, le magazine So Foot le classe dans le top 1000 des meilleurs joueurs du championnat de France, à la 466e place.

#### Équipe nationale
Rigobert Song compte à son palmarès 137 sélections en équipe nationale, et est donc le recordman de sélections dans son pays. Il a participé à 4 coupes du monde (1994, 1998, 2002 et 2010). Il est à ce jour l'un des plus jeunes joueurs ayant participé à une coupe du monde, à l'âge de 17 ans et 353 jours (tout comme son compatriote Samuel Eto'o à 17 ans et 3 mois en 1998). Il est également le seul joueur africain à avoir participé à huit coupes d'Afrique des nations, avec un total de 36 matches joués.
À noter qu'il est le seul joueur, avec Zinédine Zidane, à avoir été expulsé dans deux coupes du monde différentes, en plus du triste record du plus jeune joueur sanctionné d’un rouge au Mondial. C’était en 1994 contre le Brésil. Song avait alors 17 ans et 358 jours.
Il a fêté sa centième sélection le 25 janvier 2006 lors du match Cameroun - Togo.
Il perd une finale de la Coupe des Confédérations en 2003 perdue face à la France. ainsi qu’une finale de la CAN 2008, perdue face à l’Egypte. Il perd son brassard de capitaine, récupéré par Samuel Eto'o.
Jugé vieillissant en 2010, ses détracteurs réclament son départ, jugeant qu’il n’a plus sa place au sein des Lions Indomptables. Son statut, son palmarès et son dévouement au sein de l’équipe nationale passeront peu à peu à la trappe. Mais loin de se laisser abattre, il va essuyer les critiques et persiste à jouer avec l’équipe. Il participe même à la dernière Coupe du monde en 2010 en Afrique du Sud. Ce n’est qu’après le fiasco du Cameroun, qu’il décide enfin de tirer sa révérence.
Il annonce sa retraite internationale lors d'une conférence de presse à Yaoundé le 1er août 2010. Le 18 février 2016, il est nommé sélectionneur de l'équipe nationale A' de football du Cameroun.

#### Reconversion
En octobre 2018 Rigobert Song devient sélectionneur de l'équipe du Cameroun olympique.
Le 28 février 2022, il est nommé par le président de la Fecafoot Samuel Eto'o, sélectionneur de l'équipe nationale. Sa sélection est éliminée en huitièmes de finale de la Coupe d'Afrique 2023. Le 28 février 2024, jour de l'expiration du contrat de Song, Samuel Eto'o annonce que celui-ci n'est pas reconduit à la tête de l'équipe du Cameroun.

## Palmarès

### En club

#### FC Metz
- Vainqueur de la Coupe de la Ligue en 1996.
- Vice-champion de France en 1998.

#### Galatasaray SK
- Vainqueur de la Coupe de Turquie en 2005.
- Champion de Turquie en 2006 et 2008.
- Finaliste de la Supercoupe de Turquie en 2006

#### Trabzonspor
- Vainqueur de la Coupe de Turquie en 2010.

### En sélection
- Vainqueur de la Coupe d'Afrique des Nations en 2000 et 2002.
- Vainqueur des Jeux africains de 1991 au Caire.
- Finaliste de la Coupe d'Afrique des Nations en 2008.
- Finaliste de la Coupe des Confédérations en 2003.

## Distinctions personnelles
- Meilleur joueur de la Coupe d'Afrique des Nations en 2002.
- Nommé dans l'équipe type de la Coupe d'Afrique des Nations en 2000,2002 ,2006.
- Nommé dans l'équipe type de la Division 1 en 1998[9].

## Vie personnelle

### Famille
Son père, Paul, est mort lorsqu'il était encore enfant. C'est selon lui ce qui l'a motivé à devenir footballeur, et à réussir une grande carrière dans ce domaine. Rigobert Song est marié à Esther, avec qui il a eu trois enfants (deux filles et un garçon), Yohanna Bernadette (née le 22 septembre 2002), Hillary Veronique Liliane (née le 13 septembre 2004) et Bryan né en avril 2006. Il a également son plus grand fils, Ronny, né en 1996, issu de son premier mariage. Ce dernier est également footballeur.
Son neveu Alexandre, est aussi footballeur.

### Problème de santé
Le 2 octobre 2016, Rigobert Song est hospitalisé à Yaoundé à la suite d'un accident vasculaire cérébral (AVC). Il est transféré le 5 octobre en France où il est opéré « avec succès » à l'hôpital de la Salpêtrière (Paris).

## Décorations
- Chevalier de l'ordre de la Valeur